# Альто-Пасс (Іллінойс)
Альто-Пасс (англ. Alto Pass) — селище (англ. village) в США, в окрузі Юніон штату Іллінойс. Населення — 319 осіб (2020).

## Географія
Альто-Пасс розташоване за координатами 37°34′25″ пн. ш. 89°19′10″ зх. д. / 37.57361° пн. ш. 89.31944° зх. д. (37.573654, -89.319546).  За даними Бюро перепису населення США в 2010 році селище мало площу 5,60 км², з яких 5,53 км² — суходіл та 0,08 км² — водойми.

## Демографія
Згідно з переписом 2010 року, у селищі мешкала 391 особа в 144 домогосподарствах у складі 104 родин. Густота населення становила 70 осіб/км².  Було 161 помешкання (29/км²).
Расовий склад населення:
| - 84,9 % — білих - 2,0 % — корінних американців - 0,8 % — чорних або афроамериканців - 0,5 % — азіатів - 9,7 % — осіб інших рас |

До двох чи більше рас належало 2,0 %. Частка іспаномовних становила 25,1 % від усіх жителів.
За віковим діапазоном населення розподілялося таким чином: 26,1 % — особи молодші 18 років, 58,6 % — особи у віці 18—64 років, 15,3 % — особи у віці 65 років та старші. Медіана віку мешканця становила 38,8 року. На 100 осіб жіночої статі у селищі припадало 104,7 чоловіків;  на 100 жінок у віці від 18 років та старших — 99,3 чоловіків також старших 18 років.
Середній дохід на одне домашнє господарство  становив 43 141 долар США (медіана — 29 931), а середній дохід на одну сім'ю — 47 937 доларів (медіана — 35 938). За межею бідності перебувало 22,3 % осіб, у тому числі 27,5 % дітей у віці до 18 років та 6,5 % осіб у віці 65 років та старших.
Цивільне працевлаштоване населення становило 165 осіб. Основні галузі зайнятості: освіта, охорона здоров'я та соціальна допомога — 23,0 %, роздрібна торгівля — 17,6 %, виробництво — 13,9 %, сільське господарство, лісництво, риболовля — 12,7 %.